# Сідовка
Сідо́вка (рос. Седовка, башк. Седовка) — присілок у складі Благовіщенського району Башкортостану, Росія. Входить до складу Новонадеждинської сільської ради.